# Кутараги, Кэн
Кэн Кутараги (яп. 久夛良木 健 Кутараги Кэн, род. 2 августа 1950, Токио, Япония) — бывший почётный председатель и главный исполнительный директор Sony Computer Entertainment. Известен как «отец PlayStation», благодаря которой компания Sony получила большие доходы от продаж.
До этого времени он разработал звуковой процессор для консоли Super Nintendo. С Sony он разработал чип VLSI, который работает в сочетании с RISC-процессором PlayStation, чтобы справиться с 3D-рендерингом.
Кутараги внимательно следил за финансовой аналитикой, отслеживал потери и прибыли корпорации Sony. Этим объясняется высокая прибыль франшизы PlayStation в отчётах Sony, она была основным источником прибыли для компании.
Кэн Кутараги в настоящее время президент и исполнительный директор Cyber AI Entertainment. Он также является членом совета таких компаний, как Kadokawa Group Holdings, Nojima Corporation и Rakuten.

## Ранние годы
Кэн Кутараги родился в 1950 году в Токио. Его семья владела небольшой типографией. В детстве Кэн часто разбирал игрушки, чтобы понять, как они работают. Будучи школьником, он начинает изучать особенности современной электроники. Благодаря этому Кэн в отцовской типографии быстрее всех других рабочих понял особенности устройства механизмов, легко овладел навыками ремонта и стал совершенствовать их.
Окончив школу с отличными оценками, он поступает в университет электроники в городе Тёфу.

## Работа вSony
После окончания института Кэн Кутараги был принят на работу в компанию Sony, где он видел свой большой потенциал. Был одним из разработчиков первых жидкокристаллических экранов и цифровых камер.
В 1980-х годах, он наблюдал, как его дочь играет в Famicom и увидел огромный потенциал электронных развлечений. В то время руководители компании Sony проявляли мало интереса к видеоиграм. Когда Nintendo заявила о необходимости создания звукового чипа для новой 16-битной системы, помощь Кутараги была принята. Втайне от своих начальников, он создал чип, известный как SPC700. Когда об этом узнали руководители компании, они были в бешенстве. Только с помощью генерального директора Sony Норио Ога Кутараги сохранил свою работу и завершил свою работу над созданием чипа.
Даже при работе с Nintendo, в Sony рассматривали компьютерные игры как причуду и смотрели на неё свысока. Несмотря на враждебное отношение к видеоиграм, Кутараги смог убедить руководителей компании Sony финансировать его разработку над созданием компакт-диска Super NES (устройство, которое в конечном счете станет PlayStation). Несмотря на то, что другие руководители считали разработку рискованной, Кутараги вновь получил поддержку от Норио Ога. Успех PlayStation привёл к его создании других консолей как PlayStation 2 и PlayStation 3. PlayStation завоевала большую долю рынка в сфере компьютерных игр, потеснив Nintendo и Sega, а Кэн Кутараги был назван одним из 100 самых влиятельных людей 2004 года в журнале Time.
С 1997 года Кутараги мог бы стать следующим президентом Sony. У него были близкие отношения с директором Sony Норио Ога, который поддержал Кутараги во время создания звукового чипа и проекта PlayStation. Новый директор компании Нобуюки Идэй сделал Кутараги заместителем исполнительного президента Sony, а также главным исполнительным директором и вице-председателем в 2003 году. Кэн Кутараги также доверяется контроль за разработкой новой бытовой техники. Однако 30 ноября 2006 года Кутараги ушёл с поста президента Sony Computer Entertainment, передав должность Кадзуо Хираи, тогдашнему президенту SCE в Америке. Кутараги был назначен председателем SCE, но сохранил свои позиции в качестве главного исполнительного директора группы. 26 апреля 2007 года было объявлено, что Кутараги уйдет в отставку и возьмёт на себя роль почетного председателя.

## Пенсия
В 2009 году он стал профессором в университете Рицумэйкан.
После выхода на пенсию в 2011 году Кэн Кутараги стал почётным председателем Sony Computer Entertainment.

## Оценка отраслевых аналитиков
Хотя руководство Кутараги в потребительской электронике не было успешным, аналитики также подозревают, что при бывшем генеральном директоре Sony Нобуюки Идэи карьера Кутараги пошла на спад, учитывая, что у обоих сотрудников были прохладные рабочие отношения. Компания Sony Computer Entertainment начала терять прибыль ($ 7,5 млрд в 2004 году против $ 8,2 млрд в 2003 году) и возрастали потери ($ 25 млн в 4 квартале 2004 года). Это отчасти связано с перенасыщением рынка видеоигр и ценовых войн, из-за которых PlayStation 2 начала терять лидирующие позиции по продажам.

## Оценка продукции конкурентов
Во время мероприятий, посвящённых новым консолям 7 поколения, Кутараги резко критиковал продукцию своих конкурентов. Так, архитектуру консоли Xbox 360 назвал архитектурой «Xbox 1.5». Однако исполнительный директор SCE Тэцухико Ясуда не считает Microsoft конкурентом и сказал, что они могли бы рассмотреть вопрос о сотрудничестве в игровой индустрии. Кутараги также резко критиковал Wii.
Но в то же время Кэн Кутараги хвалил продукцию Apple, которые в 2005 году запустили iPod и сервис iTunes, а также хвалил серию мониторов и телевизоров от Samsung.